# Rocky
Rocky – amerykański dramat sportowy z 1976 roku z Sylvestrem Stallone w roli Rocky’ego Balboa – tytułowego bohatera. Rolę Apollo Creeda zagrał Carl Weathers. Slogan reklamowy tego filmu brzmiał His whole life was a milion-to-one shot (pol. Zawsze miał jedną szansę na milion). Zdjęcia kręcono w Filadelfii i Los Angeles.
W późniejszych latach (1979, 1982, 1985, 1990, 2006) powstało kolejnych pięć części, kontynuujących historię. Po długiej przerwie, w 2015 roku powstał kolejny film o przygodach Rocky’ego Balboa. Również w nim w tytułowej roli wystąpił Sylvester Stallone.

## Fabuła
Rocky Balboa jest bokserem, który walczy w podrzędnych klubach i ściąga długi dla gangstera Tony’ego Gazzo. Podkochuje się w Adrian (Talia Shire) – dziewczynie ze sklepu zoologicznego. Pewnego dnia dostaje wielką szansę od losu: mistrz świata wagi ciężkiej – Apollo Creed szuka nikomu nieznanego boksera do walki o tytuł, gdyż jego przeciwnik – Mac Lee Green doznał kontuzji dłoni. Wybór pada właśnie na Rocky’ego. Balboa ma szansę na tytuł – tak twierdzi jego trener Goldmill. Bohater przez pięć tygodni ciężko trenuje a jednocześnie zdobywa miłość Adrian. Pojedynek pięściarzy trwa bardzo długo. Ostatecznie Apollo wygrywa z Rockym na punkty. Widzowie doceniają jednak starania Rocky’ego i bez względu na wynik jest jasne, że uznają go za nową gwiazdę.

### Postacie drugoplanowe
- Michael „Mickey” Goldmill (ur. 7 kwietnia 1905, zm. 15 sierpnia 1981) – fikcyjna postać z filmów Rocky, Rocky II i Rocky III. Grał go Burgess Meredith. Urodził się w żydowskiej rodzinie. W latach 1922–1947 był zawodowym bokserem. Walczył m.in. z Rockym Marciano, Ginnym Russelem i Sailorem Mikiem. Miał 21 szwów na lewym okiem i 34 szwy nad prawym okiem, 17 razy złamany nos. Po zakończeniu kariery założył i prowadził klub bokserski w Filadelfii. Trenował Rocky’ego Balboę. Porównywał Rocky’ego do Rocky’ego Marciano. Przed walką Balboy z Clubberem Langiem został uderzony przez Langa, w wyniku czego zmarł wkrótce po jej zakończeniu. Postać Mickeya Goldmilla luźno nawiązuje do sylwetki trenera Rocky’ego Marciano Charleya Goldmana.
- Spider Rico – fikcyjna postać z filmu Rocky. Grał go Pedro Lovell. Był przeciwnikiem Rocky’ego, gdy ten walczył w klubie Mickeya Goldmilla. Na początku filmu przegrał z Rockym. Pojawia się, również, w VI części jako stały bywalec restauracji Rocky’ego.
- Paulie Pennino (ur. 1940, zm. 22 lutego 2012) – fikcyjna postać z serii filmów Rocky. Grał go Burt Young. Był bliskim przyjacielem Rocky’ego. Miał młodszą siostrę, Adrian, która była żoną Włoskiego Ogiera. Był alkoholikiem. Pracował 30 lat w rzeźni.
- Tony „Duke” Evers – trener boksu. Grał go Tony Burton. Był trenerem Apollo Creeda w filmach Rocky i Rocky II. Trenował także, razem z Apollo, Rocky’ego w filmie Rocky III po tym, jak zmarł jego pierwszy trener, Mickey Goldmill. Został potem pierwszym trenerem Rocky’ego, w filmach Rocky IV, Rocky V i Rocky Balboa.

## Soundtrack
| #   | Artysta       | Utwór                                |
| --- | ------------- | ------------------------------------ |
| 1.  | DeEtta Little | „Gonna Fly Now”                      |
| 2.  | Bill Conti    | „Philadelphia Morning”               |
| 3.  | Bill Conti    | „Going The Distance”                 |
| 4.  | Bill Conti    | „Reflections”                        |
| 5.  | Bill Conti    | „Marines' Hymn/Yankee Doodle”        |
| 6.  | Valentine     | „Take You Back (Street Corner Song)” |
| 7.  | Bill Conti    | „First Date”                         |
| 8.  | DeEtta Little | „You Take My Heart Away”             |
| 9.  | Bill Conti    | „Fanfare For Rocky”                  |
| 10. | Bill Conti    | „Butkus”                             |
| 11. | Bill Conti    | „Alone In The Ring”                  |
| 12. | Bill Conti    | „The Final Bell”                     |
| 13. | Bill Conti    | „Rocky's Reward”                     |

## Nagrody
Film zdobył w 1977 trzy Oscary w kategoriach: „Najlepszy film”, „Najlepszy reżyser” – John G. Avildsen i „Najlepszy montaż” – Richard Halsey i Scott Conrad oraz siedem nominacji: „Najlepszy aktor pierwszoplanowy” – Sylvester Stallone, „Najlepsza aktorka pierwszoplanowa” – Talia Shire, „Najlepszy aktor drugoplanowy” – Burgess Meredith, „Najlepszy aktor drugoplanowy” – Burt Young, „Najlepszy scenariusz oryginalny” – Sylvester Stallone, „Najlepsza piosenka” – Gonna Fly Now wyk. Deetta West i Nelson Pigford i „Najlepszy dźwięk” – Bud Alper, Harry W. Tetrick, Lyle J. Burbridge i William L. McCaughey.
Złoty Glob dla Najlepszego filmu dramatycznego (1976).

## Gra
Gra Rocky została przedstawiona w 2002 roku na GameCube, PlayStation 2 oraz na Xbox.

## Nakłady na produkcję wersji filmu
- Rocky: US$ 1,1 miliona
- Rocky II: US$ 950 tysięcy
- Rocky III: US$ 12.5 miliona
- Rocky IV: US$ 31 milionów
- Rocky V: US$ 50 milionów
- Rocky Balboa (Rocky VI): US$ 24 miliony
- Creed: US$ 35 milionów